# تحریک مدح صحابه
تحریک مدح صحابه جنبش نافرمانی مدنی بود که توسط مردم پاکستان در شهر لکهنو در نیمه اول قرن بیستم برای مقابله با بزرگداشت مراسم عزاداری در ماه محرم آغاز شد. این درگیری گسترده شیعه و سنی بین سالهای ۱۹۰۵ - ۱۹۰۹ و در ۱۹۳۶ - ۱۹۴۰ به خشونت کشیده شد. این درگیری به سایر مناطق هند انگلیس گسترش یافت.

## زمینه
در هند قرون وسطی ، شیعیان و سنی ها محرم را با هم گرامی داشتند. پیلی سارت، یک تاجر هلندی که بین سالهای ۱۶۲۰ تا ۱۶۲۷ میلادی در آگره زندگی می کرد، روایتی از بزرگداشت محرم در زمان جهانگیر شاه را به شرح زیر ارائه می دهد:
"به یاد این فاجعه، آنها تمام شب را برای مدت ده روز گریه می کنند.  زنان به نوحه خوانی و غم و اندوه می پردازند.  این مردان دو تابوت تزئین شده در جاده های اصلی شهر با چراغ های زیادی حمل می کنند.  جمعیت زیادی با فریاد های عزاداری و سر و صدا بسیار در این مراسم شرکت می کنند.  واقعه اصلی در آخرین شب است، وقتی به نظر می رسد که یک فرعون همه نوزادان را در یک شب کشته است.  این غریو و جنجال تا چهلم آن روز ادامه دارد."

تا اواخر قرن شانزدهم میلادی، فقط دو کتاب ضد شیعه در هند نوشته شد: منهاج الدین اثر مخدوم الملک ملا عبدالله سلطانپوری و رد روافض اثر شیخ احمد سرهندی . سرهندی می گوید:
" از آنجا که شیعه لعنت به ابوبکر ، عمر ، عثمان و یکی از زنان پاکدامن (پیامبر) را مجاز می داند، که به خودی خود کفر به شمار می رود،طبق احکام خدا، بر همه مسلمانان و پادهشاهان مسلمان کشتن آنها و ظلم به آنها برای اعتلای دین واقعی، واجب است. تخریب ساختمانهای آنها و توقیف اموال و وسایل آنها مجاز است." 
البته حوادث خشونت آمیز علیه شیعیان نادر بوده، و این نوع سکولاریسم قرون وسطایی توضیح می دهد که چرا شیعیان در همه جای شبه قاره یافت می شوند، و در کنار مردم با دیگر عقاید زندگی می کنند.
اولین حادثه قتل شیعیان در این منطقه قتل عبدالله اشتر، پسر محمد نفس زکیه نوه بزرگ حسن ابن علی و چهارصد نفر از اصحاب وی به دست ارتش خلیفه عباسی منصور در سال۷۶۹ میلادی است.  دومین واقعه از این دست با سرنگونی امپراتوری شیعیان اسماعیلی در مولتان در سال ۱۰۰۵ میلادی توسط محمود غزنوی و تخریب مساجد و کشتار مردم به اوج خود رسید.  سیصد سال بعد، در زمان سلطان فیروز شاه تغلق (۱۳۵۸-۱۳۸۱)، نسخه های خطی مذهبی شیعه در دهلی سوزانده شد، آنها را تحقیر کردند و دور شهر گرداندند و عالمان آنها را ترور کردند.
امپراتوری مغول از نظر برابری مذاهب مثال زدنی بود. اگرچه در این دوره شیخ احمد سرهندی با نوشتن کتابی تحت عنوان "ردِ روافض" سعی در ایجاد هرج و مرج کرد، اما حکومت از هیچ تلاشی برای انجام مسئولیت خود درقبال تامین امنیت جان و مال شهروندان شیعه و اطمینان از آن فروگذار نکرد.  در سال ١٥٨٨، هنگامی که ملا احمد تتوی، روحانی نامدار شیعه در لاهور، ترور شد، اکبر شاه قاتل وی میرزا فولاد را دستگیر و وی را اعدام کرد.
سید نور الله شوشتری، یک مجتهد برجسته شیعه ساکن لاهور، در نامه ای بنام ملا قوسی شوشتری از اکبر شاه تمجید کرد و گفت:
(فارسی: شهنشهی که زپاس حمایتش  در هندنبرده شاهد ایمان من تقیه بکار
گرچه قاضی نورالله شوشتری در سال ۱۶۱۰ میلادی در زمان جهانگیر شاه زیر اثر شلاق جان خود را از دست داد، اما علت مرگ وی بیشتر سیاسی بود. جهانگیر از پدرش ناراضی بود.  اکبر به دلیل اعتیاد جهانگیر به شراب، خواست نوه خود را به عنوان جانشین خود معرفی کند. هنگامی که جهانگیر با کور کردن شاهزاده خسرو به قدرت رسید، خواص و اشراف دیوان عدالت اکبر مورد حمله قرار گرفتند و بدین ترتیب قاضی نورالله شوشتری با شلاق عمومی مجازات شد. این تحقیر باعث حمله قلبی شد و شوشتری در دم جان باخت. جهانگیر و شاه جهان نیز پس از اکبر متعهد به صلح کل و زندگی مشترک در امپراتوری بودند.  از این رو، هنگامی که شیخ احمد سرهندی تلاش کرد تا نفرت مذهبی را علیه هندو ها گسترش دهد، یک سال متحمل حبس شد. در دوره مغول، با این حال، عمده آزار و اذیت شیعیان تحت حکومت اورنگ زیب صورت گرفت.  اورنگ زیب از عالمان مذهبی متعصب بود و در سال ۱۶۸۰ میلادی سلطان نشین های شیعه را در دکن سرنگون کرد، مراکز یادگیری را در آنجا نابود کرد و بزرگداشت محرم را ممنوع کرد.  رهبر (داعیٔ مطلق) شیعیان بوهره، سیدنا قطب خان قطب الدین، به قتل رسید. منطقه سرینگر کشمیر یک استثنا در شبه قاره هند قرون وسطایی است.  در آنجا، علمای سنی و شبه نظامیان داخلی و خارجی در سالهای ۱۵۴۸، ۱۵۸۵، ۱۶۳۶، ۱۶۸۶، ۱۷۱۹، ۱۷۴۱، ۱۷۶۲، ۱۸۰۱، ۱۸۳۱و ۱۸۷۲ میلادی ده قتل عام علیه شیعیان، معروف به ”تاراجِ شیعه“ انجام دادند، که در طی آن محله شیعیان به یغما رفت، مردم ذبح شدند، زنان مورد تجاوز قرار گرفتند، کتابخانه ها سوزانده شد، اجساد قطع شد و اماکن مقدس آنها تخریب شد.
قرن نوزدهم میلادی با خشونت گسترده تری آغاز شد.  در سال ۱۸۰۲، ارتش وهابی از منطقه نجد واقع در عربستان سعودی کنونی به شهرهای مقدس کربلا و نجف حمله کرده و زیارتگاه های ائمه را در آنجا تخریب و غارت کرد و پنج هزار مسلمان شیعه را کشت. این فاجعه الهام بخش سید احمد بن عرفان بریلوی (متوفی ۱۸۳۱ م) و شاه اسماعیل دهلوی (متوفی ۱۸۳۱ م) که متعلق به مکتب فکری شاه ولی الله در شبه قاره هند بودند، شد.  آنها، با صدها نفر از فدائیان خود، از سال ۱۸۱۸ میلادی تا ۱۸۲۱ میلادی در منطقه هایی مثل اود، بیهار و بنگال سفر کردند و به حسینیه ها حمله کردند.  پروفسور باربارا میتکاف می نویسد:
"دومین گروهی که مورد حمله سید احمد قرار گرفتند، کسانی بودند که تمایل به عقاید شیعی داشتند. وی به ویژه از مسلمانان خواست تا از حمل تعزیه ها، ماکت هایی از حرم های شهدای کربلا که در دسته های عزاداری حمل می شوند، دست بکشند. محمد اسماعیل دهلوی می نویسد:

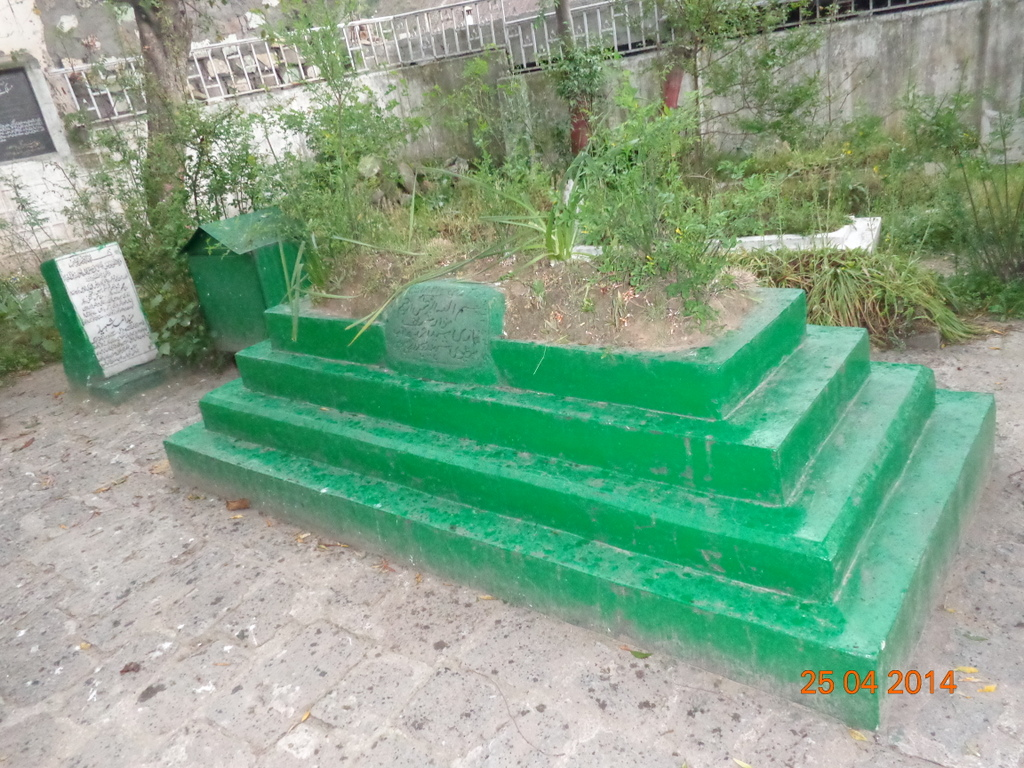
آرامگاه سید احمد بریلوی در بالا کوت، پاکستان

'یک مومن واقعی باید شکستن تعزیه ها به زور را به اندازه شکستن بت ها،  پرفضیلت بشمارد اگر خودش نمی‌تواند آنها را بشکند، بگذارید به دیگران دستور دهد. حتی اگر این از توان او خارج است، بگذارید حداقل از آنها با تمام قلب و روح خود متنفر باشد و نسبت به آنها نفرت بورزد '.
گفته می شود، بدون شک با اغراق قابل توجهی، خود سید احمد هزاران حسینیه، ساختمانی که میزبان تعزیه هاست را، تخریب کرده است ".
در سال ۱۸۲۷ میلادی، آنها موفق به ایجاد یک دولت افراطی در پیشاور شدند. در مناطق پشتون نشین، آنها فقه حنفی را با عقاید وهابی ترکیب کردند.  آنها علاوه بر حمله به فرهنگ و سنت های پختون، دستور دادند که هر دختری باید پس از اولین دوره ی قاعدگی ازدواج کند.  همراهان سید احمد کسی را که نمی توانست در نماز جماعت شرکت کند شلاق می زدند.  او دختران محلی را مجبور به ازدواج با "مجاهدین" (سربازان شبه نظامی خود) می کرد.  هنگامی که مردم در مناطق پختون به تدریج علیه او شدند، شاه اسماعیل دهلوی گفت:
"از این رو، اطاعت از عالیجناب سید احمد بر همه مسلمانان واجب است.  هرکس در برابر خلافت و رهبری جنابش تسلیم نشود یا پس از ایمان آوردن او را رد کند، مرتد و مرتکب اعمالی شیطانی شده و کشتن او نیز همانند کشتار کافران قسمتی از جهاد است.  بنابراین، پاسخ مناسب به مخالفان پاسخ شمشیر است و نه قلم." 
روحانیون سنتی سنی در پیشاور علیه آنها فتوا دادند.  سرانجام، در سال ۱۸۳۱ میلادی، سید احمد بریلوی و شاه اسماعیل فرار کردند و توسط سیک ها در بالاکوت با کمک پختون های محلی کشته شدند.
این میراث به پیروان او انتقال یافت، که بعداً به دو فرقه جدید تقسیم شدند ، یعنی دیوبندی ها و اهل حدیث . با این وجود تا پایان قرن نوزدهم ، احساسات ضد شیعه حاشیه ای بود و پیروان سید احمد بریلوی تعداد کمی داشتند.
پروفسور مشیرالحسن می گوید:
"روابط شیعه و سنی بر اساس خطوط فرقه ای شکل نگرفته بود.  برخی از افراد از تعصبات فرقه ای حمایت میکردند، اما اکثر آنها آگاهانه در برابر تلاش برای ایجاد شکاف در مدل زندگی اجتماعی و فرهنگی کاملاً متحد و با توافق مقاومت می کردند.  صرف نظر از جدال علما و مبلغین دوره گرد، پیوندهای دوستی و تفاهم دست نخورده باقی ماند زیرا شیعیان و اهل تسنن از همه طبقات دارای زبان، ادبیات و میراث فرهنگی مشترکی بودند. احتمالاً به همین دلیل است که شرر (عبد الحلیم شرر)، اگرچه با اغراق، مشاهده کرد که در لکهنو، هرگز مشخص نبوده چه کسی شیعه و چه کسی سنی است."

## شورش ۱۹۰۵ میلادی
با آغاز دهه ۱۹۰۰، اکثریت اهل سنت هنوز سوگواری محرم را برگزار می کردند. سبک زندگی مدرن منجر به تبدیل شدن محرم به یک جشن و همچنین یک میدان جنگ شد. همان‌طور که روزنامه دولتی اشاره کرد:
"در مسر دسته‌های عزاداری، مغازه ها و غرفه های موقت و سرگرمی هایی مانند سیرک و نوسات راه اندازی شد. به نظر می رسد که زنان فاحشه نه تنها برای تلاش مردان مشتری به تجمع می آمدند بلکه بعضی از آن ها خیمه های موقت برای ملاقات به راه انداختند. "

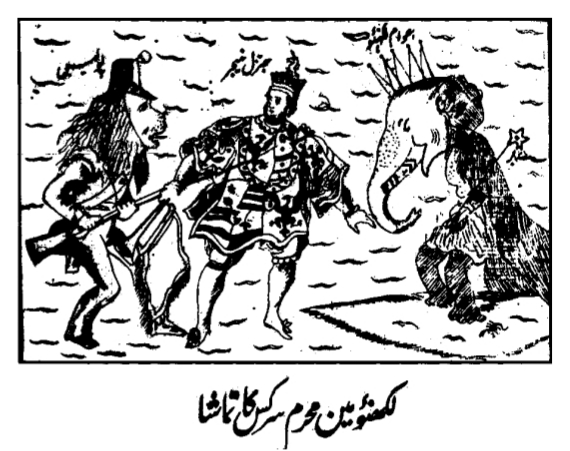
کاریکاتور درباره تنش های مذهبی در یکی از نشریات طنز لکهنو، سال ۱۹۰۸ میلادی

مولوی عبدالشکور لکهنوی، روحانی دیوبندی مراسم عزاداری اهلسنت را به جشن پیروزی امام حسین علیه یزید تبدیل کرد. وی از اهل تسنن خواست که به جای لباس سیاه، لباس قرمز یا زرد بپوشند و به جای پرچم سیاه سنتی، پرچم چاریاری تزئین شده را به همراه داشته باشند. وی به سنی های که در مراسم مشترک عزاداری شرکت داشتند گفت به جای نوحه، ستایش اصحاب بخوانند. در این مدح صحابه به عقاید شیعه انتقاد می کردند.
شیعیان شکایتی را به دفتر دادستان منطقه لکهنو ارسال کردند تا از هر آنچه برخلاف روح این مراسم باشد، جلو گیری شود. دادستان خواسته های آنها را پذیرفت و قوانین سختگیرانه ای برای راهپیمایی عاشورای ۱۹۰۶ وضع شد. اهل سنت به قوانین جدید اعتراض کردند و بنابراین، دادستان یک راه جداگانه برای مراسم سنی ها در نظر گرفت و به آن ها پیش نهاد کرد که تعزیه خود را در نشاط گنج دفن کنند، که به کربلای پول کتورا معروف شد. با این حال سنی ها در دهه اول ماه محرم سبک جدید جشن مدح صحابه را ادامه دادند. شعرها و دوبیتی های چاریاری در موکب های اهل سنت قرائت می شد، برخی از آنها "به دلیل داشتن تمسخر از شیعه و اعتقادات آنها مورد اعتراض شیعیان قرار می گرفتند و این امر خشم شیعیان را برانگیخت. آنها با خواندن تبری تلافی کردند. در سال ۱۹۰۷ و ۱۹۰۸ میلادی، شورش های جدی آغاز شد و پس از آن کمیته ای چهار نفره به ریاست دادگستری تی سی پیگوت و قاضی دادگاه عالی تشکیل شد تا موضوع را بررسی کند. نتیجه کمیته این بود که "تلاش برای تبدیل موکبهای تعزیه به مدح چهار خلیفه اول یک بدعت بود". کمیته توصیه کرد که باید شعر خوانی مدح صحابه در دهه اول ماه محرم، چهلم امام حسین و روز بیست و یکم رمضان منع شود. دولت گزارش کمیته را پذیرفت و توصیه های آن را اجرا کرد.

## اغتشاشات دهه ۱۹۳۰
پس از تجزیه تنظیم جنبش خلافت در دهه ۱۹۲۰، روحانیون سیاسی حمایت خود را در جمع از دست داده بودند و مسلمانان سکولار مانند محمد علی جناح که از سیاست های مدرن پیروی می کردند، پیروان زیادی پیدا کردند. روحانیون دیوبندی برای حفظ جایگاه خود در عرصه سیاست، در سال ۱۹۳۱ یک سازمان جدیدی بنام مجلس احرار اسلام را تأسیس نمودند. این سازمان را می توان مادر سپاه صحابه دانست. آنها ابتدا علیه احمدی ها در کشمیر شورش کردند و سپس به دنبال فرصتی بودند. مولوی عبدالشكور لکهنوی در سال ۱۹۳۱، درست در مسیر موکب سالانه شيعيان، یک حوزه علميه موسوم به دارالمبلغين را تأسیس کرد. عبدالشكور کتاب‌ها و جزوه های زیادی نوشت و با روحانیون شیعه مناظره داشت. از آنجا که کاغذ به وفور در دسترس قرار گرفته بود، این نوشته ها در سراسر شبه قاره هند گسترش یافت و باعث بروز خشونت هایی شد. پروفیسور دولی پالا می گوید:
" این مشکل دوباره در سال ۱۹۳۶ در روز عاشورا هنگامی رخ داد که دو نفر سنی (دیوبندی) از دستورها سرپیچی کردند و در روز عاشورا شعر های چاریاری را در مرکز شهر لکهنو خواندند. آنها دستگیر و تحت تعقیب قرار گرفتند، اما سپس در روز چهلم سنی های بیشتری در قرائت چاریاری شرکت کردند و چهارده نفر دستگیر شدند. این منجر به تحریک جدیدی از سوی اهل سنت لکهنو برای قرائت عمومی این اشعار شد که به مدح صحابه معروف شد ".
دولت کمیته السوپ را منصوب کرد و اون هم داوری کمیته پیگوت را تأیید کرد. گزارش کمیته آلسوپ در مارس ۱۹۳۸ منتشر شد و توسط علمای دیوبندی رد شد. مشیرالحسن می گوید:

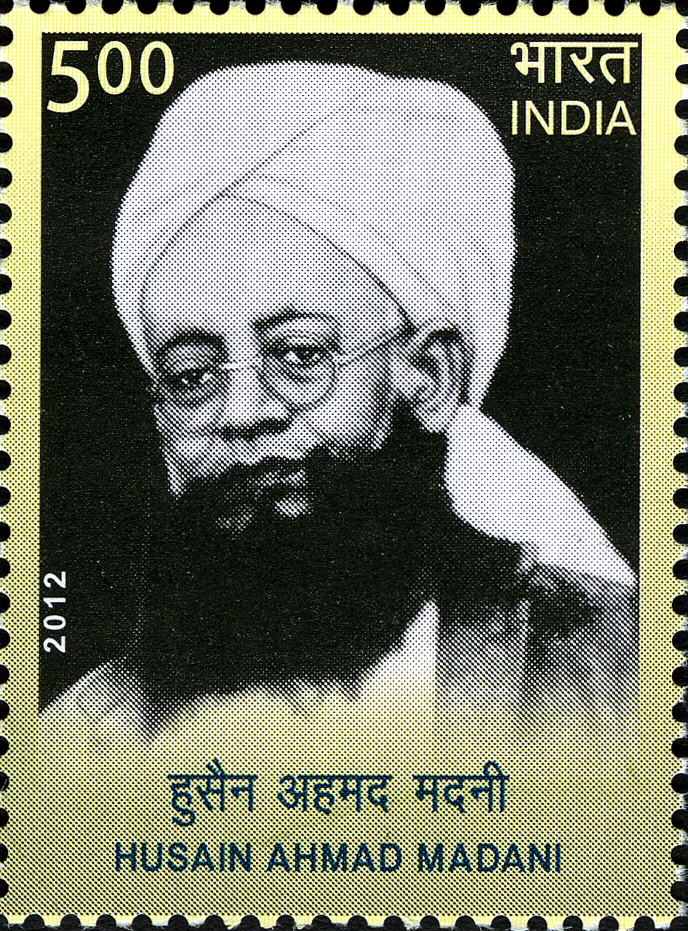
مولوی حسین احمد مدنی

" در ماه مه - ژوئن ۱۹۳۷، هنگامی که گروه های متعصب در لکهنو و غازی پور جنجال بپا کردن، اوضاع به خشونت کشیده شد. در غازی پور توسط یک گروه اهل سنت که از جون پور به این شهر آمده بودند، مشکل ایجاد شد. اوباش ها به سوزاندن و غارت اموال پرداختند. آنها به میل خود کشتند. غرولند تابستان اون سال ادامه یافت و اختلافات فرقه ای که تا آن زمان خفته بود، به یک اتفاق عادی زندگی روزمره لکهنو تبدیل شد. در طی دو سال آینده مشکلات بیشتری به‌وجود آمد، که با حکم کمیته ای منصوب دولت علیه مدح صحابه در لکهنو، فراگیر تر شد. گندش در آمد. حسین احمد مدنی (۱۸۷۹–۱۹۵۷)، رئیس حوزه علمیه مشهور در دیوبند، به همراه دیگر رهبران جمیعت علمای هند، وارد صحنه شد. او طرفدار این نافرمانی مدنی بود. هزاران نفر به حکم او توجه کردند و خواستار بازداشت شدند. او اگرچه بظاهر طرفدار پرشور سیاست ملی گرایی سکولار حزب کنگره ملی هند و منتقد اصولی "نظریه دو ملت" بود، اما شورهای فرقه ای بین مسلمانان را بی وقفه برانگیخت. وی در یک جلسه عمومی در لکنو در ۱۷ مارس ۱۹۳۸ سخنرانی کرد که در آن مولوی عبدالشکور، و مولوی ظفرالملک، نماینده برجسته جنبش مدح صحابه در لکهنو، هم شرکت کردند. "
در آوریل ۱۹۳۸، هنگامی که موکب چهلم از مقابل مدرسه تازه ساخته شده ی دارالمبلغین عبور کرد، از پشت بام بر روی عزاداران آجر پرتاب شد. در نتیجه ده تن از شیعیان کشته و ده ها نفر زخمی شدند. درگیری به شهرهای دیگر گسترش یافت. در عاشورا سال ۱۹۴۰، یک بمب به سمت موکب دهلی پرتاب شد. هولیستر از اوضاع امنیتی در محرم سال ۱۹۴۰ میلادی گزارش می دهد:
" درگیری های فرقه ای بین سنی ها و شیعیان در ماه محرم بسیار رخ می دهند. موکب های عزاداری در شهرها با پلیس همراه هستند. گزارش های خبری که از یک روزنامه نقل شده، معمولی نیست. آنها نشان می دهند چه اتفاقی می افتد اگر دولت وضعیت را تحت کنترل نداشته باشد:
«اقدامات مناسب از بروز حوادث جلوگیری میکند»، «محرم بدون آشوب گذشت»، «همه مغازه ها  برای جلوگیری از بروز حوادث تعطیل ماندند»،  «چند زن به نشانه مخالفت با عزاداران در آخرین مراسم، اقدام به تظاهرات مسالمت آمیز در طول مسیر بیست مایلی تا اله آباد کردند»،  «آنها به عبور دسته عزاداری از مزارع خود اعتراض دارند»، «پلیس اقدامات امنیتی زیادی را برای جلوگیری از نقض صلح انجام داد» ،  بعد از حمله پلیس به یکی از مراسم های عزاداری موسوم به حنابندان علی اکبر، مسلمانان امروز عزاداری را متوقف کردند»، «هیچ دسته ی تعزیه ای امروز بیرون نیامد»، «داد و ستد به صورت معمول در محلات هندو در جریان بود»، «پرتاب بمب بر سر عزاداران» 
قاضی منیر می گوید:
"چگونگی تلاش آنها برای شکست دادن مسلم لیگ و استفاده از اسلام به عنوان ابزار سیاسی، از برخی سخنان مولوی مظهر علی اظهر، رهبر جنبش احرار اسلام، که در دوبیتی معروف خود قائد اعظم را کافر خواند، آشکار خواهد شد. این آقا خودش می گوید که شیعه است ، اما مدح صحابه و بنی امیه برای او از زندگی عزیز تر است. در طول تنش شیعه و سنی در لکهنو، هم او و هم پسرش این شعار را اتخاذ کردند که آتش هر شیعه را برافروخته و از لاهور به لکهنو برای آتش افروختن سفر کردند. وی وقتی که در مقام باتی گیت درشهر لاهور در یک جلسه علنی احرار صحبت می کرد، گفت که وی طی دو یا سه ماه گذشته از مسلم لیگ می پرسد که آیا به مدح صحابه در پاکستان احترام خواهند گذاشت، اما محمد علی جناح به او هیچ پاسخی نداده است. وی ادعا کرد که در استانهای تحت کنگره ملی هند که دولت هنوز در دست انگلیس بود و مسلم لیگ هیچ قدرتی نداشت، لیگی ها اجازه نمی‌دادند که نام و شعار صحابه (در روز عاشورا) با احترام بلند کنند. وی پرسید که آیا وقتی که قدرت به لیگ منتقل می شود امکان این وجود دارد؟ وقتی که در لکهنو و سایر استانهایی که مسلمانان در اکثریت بودند و احترام به صحابه، یک جرم محسوب می شود. در ادامه ، وی سؤال کرد که اگر کلمات ستایش برای حضرت ابوبکر، حضرت عمر و حضرت عثمان در لکهنو و محمود آباد را نمی توان به زبان آورد، شرایط در پاکستان چگونه خواهد بود و مسلمانان با چنین پاکستانی چه علاقه ای باید داشته باشند؟ (ببینید روزنامه "شهباز" 20 نوامبر ۱۹۴۵ میلادی). روزنامه "نوای وقت" در شماره 2 نوامبر ۱۹۴۵ میلادی نامه ای را که این آقا به یکی دیگر از رهبران احرار نوشته بود، منتشر کرد. از آنجا که اصل این نامه زیر سؤال رفته بود، ما مولوی مظهر علی اظهر را در این باره مورد بررسی قرار دادیم. او می گوید که به طور قطع یادداشت نکرده است که آن را نوشته باشد اما از آنجا که این نامه در یکی از روزنامه های برجسته لاهور چاپ شده است و مورد مخالفت وی قرار نگرفته است، هیچ شکی در این نیست که مولوی این نامه را نوشته باشد. غیرممکن است که مولوی، یک رهبر معروف، همانطور که در آن روزها بود، از انتشار این نامه اطلاع نداشته باشد، و اگر این نامه را هیچ گاه تکذیب نکرد، تنها استنباط می تواند این باشد که "نوای وقت" نسخه اصلی این نامه را در اختیار داشت که در صورت نیاز به اثبات، می توانست علنی کنند. موضوع این نامه مجدداً مدح صحابه است و ممکن است تکرار کنیم که مولوی به گفته خود شیعه است. در این نامه مول می گوید که مدح صحابه را می توان علیه مسلم لیگ مورد استفاده قرار داد و هم لیگ و هم دولت مجبور به تسلیم این مسئله هستند، هر چه نتیجه انتخابات باشد. این رفتار مولوی کاملاً واضح نشان می دهد که چگونه احرار و احزاب دیگر مذهبی می توانند به راحتی از دین برای اهداف سیاسی خود سو استفاده کنند." 

## پایان و پیامدها
در ۳ سپتامبر ۱۹۳۹، نخست وزیر انگلیس ، نویل چمبرلین ، آغاز جنگ با آلمان را اعلام کرد. اندکی پس از آن، نایب السلطنه هند از این الگو پیروی کرد و اعلام کرد که هند نیز با آلمان در جنگ است. در سال ۱۹۳۹، رهبران کنگره از کلیه مناصب دولت هند انگلیس استعفا دادند. در دهه ۱۹۴۰، محمد علی جناح به عنوان رهبر مسلمانان هند شناخته شد واونها لقب قائد اعظم به او دادند. این تحولات و مباحث مربوط به وضعیت مسلمانان در هند آینده، فضایی را ایجاد کرد که مسلمانان اختلافات خود را به خاک بسپارند و به موضوعات مهمتری بپردازند. در سال ۱۹۴۴ روحانیون دیوبندی سازمانی جداگانه به نام تنظیم اهل سنت برای هدف حمله به شیعیان راه اندازی کردند. پس از سال ۱۹۴۷، بسیاری از شاگردان مولوی عبدالشکور لکهنوی و مولوی حسین احمد مدنی به پاکستان مهاجرت کردند. آنها حوزه های علمیه دیوبندی را در شهر های مختلف تأسیس کردند و تحت دو عنوان مختلف تنظیم اهل سنت و جمیعت علمای اسلام فعالیت های سیاسی خود را ادامه دادند. آنها در طول و پهنای کشور سفر کردند و علیه مذهب و رسوم شیعی تابلاغ کردند. از جمله: مولوی نورالحسن بخاری، مولوی دوست محمد قریشی، مولوی عبدالستار تونسوی، مولوی مفتی محمود، مولوی عبدالحق حقانی و مولوی سرفراز خان صفدر.
در سال ۱۹۴۹، موکب محرم در نارووال مورد حمله قرار گرفت. در انتخابات مجلس پنجاب، رأی دادن به کاندید های شیعه مذهب حرام اعلام شد و آنها را کافر خواندند. در سال ۱۹۵۵، دسته های عزاداری در ۲۵ شهر و روستا در پنجاب مورد حمله قرار گرفتند. در همان سال، یک امام حسینیه بلتی در کراچی مورد حمله گروهی قرار گرفت و دوازده نفر به شدت زخمی شدند. در سال 1957، سه عزادار بر اثر حمله تروریستی در روستای سیت پور در ناحیه مظفر گره جان باختند. در همان سال، بر اثر پرتاب آجر و سنگ بر سر عزاداران در احمدپور شرقی، یک نفر کشته و سه نفر دیگر به شدت زخمی شدند. در ژوئن ۱۹۵۸، آقا محسن، یک روحانی و روضه خان شیعه، در بهکر ترور شد.